# Копань (Ровненская область)
Копань (укр. Копань) — село в Демидовской поселковой общине Дубенского района Ровненской области Украины.
До 2020 года входило в Демидовский район.
Население по переписи 2001 года составляло 122 человека. Почтовый индекс — 35223. Телефонный код — 3637. Код КОАТУУ — 5621482506.